# Musikjahr 1740
Liste der Musikjahre

◄◄ | ◄ | 1736 | 1737 | 1738 | 1739 | Musikjahr 1740 | 1741 | 1742 | 1743 | 1744 | ► | ►►

Weitere Ereignisse
Dieser Artikel behandelt das Musikjahr 1740.

## Ereignisse

### Johann Sebastian Bach
- Johann Sebastian Bach ist seit dem 30. Mai 1723 Thomaskantor und musikalischer Leiter der Thomaskirche in Leipzig. Außerdem hat er 1729 die Leitung des 1701 von Georg Philipp Telemann gegründeten Collegium musicum übernommen. Sein Wirken im Leipziger Musikleben vertiefte sich mit Leitung des Kollegiums beträchtlich. Mit diesem studentischen Ensemble führt er deutsche und italienische Instrumental- und Vokalmusik auf, darunter seine eigenen in Weimar und Köthen entstandenen Konzerte. Die Konzerte finden ein- bis zweimal pro Woche im Zimmermannischen Caffee-Hauß (1943 kriegszerstört) oder im dazugehörigen Garten statt.
- In den 1740er Jahren zieht sich Bach – mit wenigen Ausnahmen – von Neukompositionen für die Kirche zurück. Neben Auftragsarbeiten für weltliche Anlässe konzentriert er sich ganz auf umfangreiche Werke für das Cembalo. Auch verschlechtert sich sein Augenlicht immer mehr.
- 29. August: Bachs Kantate Herrscher des Himmels, König der Ehren (BWV Anhang 193) wird uraufgeführt.
- Der zweite Teil von Johann Sebastian Bachs Das Wohltemperierte Klavier, einer Sammlung von Präludien und Fugen für ein Tasteninstrument, dessen erster Teil aus dem Jahr 1722 stammt, entsteht in den Jahren 1740–1742.

### Georg Friedrich Händel
- Georg Friedrich Händel wohnt seit Juli/August 1723 in London in der 25 Brook Street und bewohnt hier bis zu seinem Tod im Jahr 1759 zwei Stockwerke. Nahezu alle Werke, die seit 1723 entstehen, werden in diesem Haus komponiert. Auch die Vorbereitungen der Aufführungen finden oft im Händelschen Dining Room statt.
- 27. Februar: Die Uraufführung des dreiteiligen Oratoriums L’Allegro, il Penseroso ed il Moderato von Georg Friedrich Händel findet mit großem Erfolg am Theatre Royal, Lincoln’s Inn Fields statt. Das Libretto von Charles Jennens basiert auf zwei Dichtungen von John Milton.

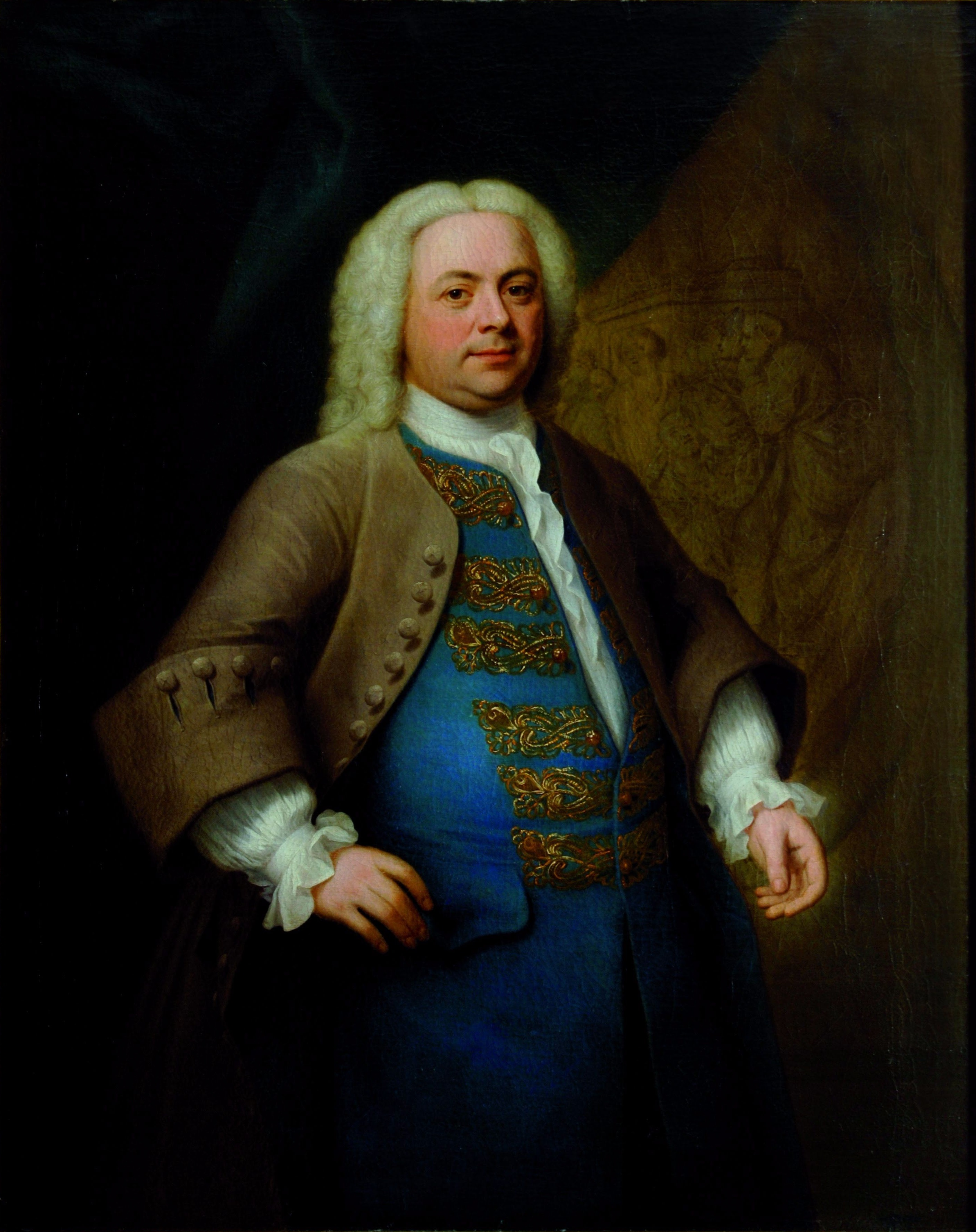
Portrait Georg Friedrich Händels aus dem Jahr 1740 von John Theodore Heins

- 22. November: Das Dramma per musica Imeneo von Georg Friedrich Händel hat seine Uraufführung in London im Theatre Royal, Lincoln’s Inn Fields. Die Reaktionen der Kritik und des Publikums sind gemischt.
- Eine Reise Händels nach Deutschland im Jahr 1740 ist kaum dokumentiert. Möglicherweise hat er noch Absichten, ein neues Opernunternehmen zu gründen und ist auf der Suche nach Sängern; oder er ist am Berliner Hof, wie es der Hamburger Relations-Courier meldet, um seine beruflichen Chancen in Deutschland zu prüfen.
- Georg Friedrich Händel veröffentlicht bei John Walsh in London mit A Second Set of Six Concertos weitere Orgelkonzerte. Die ersten sechs Orgelkonzerte Nr. 1–6 op. 4 (HWV 289–294) hatte er 1738 veröffentlicht. Händels Orgelkonzerte sind seine eigene Erfindung und stehen neben Bachs Cembalokonzerten am Anfang der Entwicklung des Konzerts für Tasteninstrument und Orchester. Händel spielt seine Orgelkonzerte in der Regel während der Pausen großer Oratorien-Aufführungen auf einem eigens für ihn gebauten Orgelpositiv. In der gedruckten Ausgabe von 1738 wird auch das Cembalo sowie die Harfe (op. 4 Nr. 6) als mögliches Soloinstrument angegeben. Gegenüber den sechs Konzerten op. 4 zeichnen sich die beiden aus der Second Series (veröffentlicht 1740, das erste mit dem Beinamen The Cuckoo and the Nightingale) dadurch aus, dass viele Stellen und ganze Sätze als „ad libitum“ gekennzeichnet sind, die Händel also während der Aufführungen ex tempore spielt.

### Domenico Scarlatti
- Domenico Scarlatti ist der portugiesischen Prinzessin Maria Bárbara de Bragança, die er am Hofe des frommen und verschwendungssüchtigen Königs Johann V. in Lissabon kennengelernt und als Musiklehrer unterrichtet hatte, nach deren Heirat mit dem spanischen Thronfolger Don Fernando von Asturien (ab 1746 König Ferdinand VI.) nach Spanien gefolgt. Von Oktober 1730 bis 16. Mai 1733 war die Alcázares Reales in Sevilla seine feste Residenz und Wirkungsstätte. Danach zieht der Hof nach Norden in die Umgebung von Madrid, wo er je nach Jahreszeit abwechselnd in den Schlössern Buen Retiro, El Pardo, Aranjuez, La Granja und El Escorial weilt. Scarlatti steht vermutlich weiterhin in den „privaten“ Diensten von Maria Bárbara und scheint sich praktisch ausschließlich dem Cembalo und der Komposition seiner Sonaten zu widmen.
- Nach dem Tod seiner ersten Frau Maria Caterina am 6. Mai 1739 in Aranjuez, heiratet Domenico Scarlatti irgendwann zwischen 1740 und 1742 die aus Cádiz stammende Anastasia Ximénez.

### Georg Philipp Telemann
- Georg Philipp Telemann ist seit 1721 Cantor Johannei und Director Musices der Stadt Hamburg, eines der angesehensten musikalischen Ämter Deutschlands. In diesem Amt verpflichtet sich Telemann zur Komposition von zwei Kantaten wöchentlich und einer Passion pro Jahr, in späteren Jahren greift er allerdings bei seinen Kantaten auf frühere Werke zurück. Daneben komponiert er zahlreiche Musiken für private und öffentliche Anlässe, etwa für Gedenktage und Hochzeiten.
- In Hamburg nimmt Telemann auch seine Tätigkeit als Verleger wieder auf. Um Kosten zu sparen, sticht er entweder selbst die Kupferplatten, oder er verwendet ein 1699 von William Pearson entwickeltes und bis dahin nur in England gebräuchliches Verfahren, bei dem er mit Bleistift die Noten spiegelverkehrt auf eine Platte aus Hartzinn aufzeichnet. Die Druckplatte wird dann von einem anderen ausgeschabt und abgezogen. Dabei schafft Telemann neun bis zehn Platten pro Tag. Bis 1740 veröffentlicht er 46 Notenwerke im Selbstverlag, die er in mehreren deutschen Städten sowie in Amsterdam und London an Buchhändler verkauft.
- In einer im Oktober 1740 erscheinenden Zeitungsanzeige bietet Telemann die Druckplatten von 44 selbstverlegten Werken zum Verkauf an, da er sich nunmehr auf die Veröffentlichung von Lehrschriften konzentrieren will.
- Zu den zahlreichen Trauermusiken Telemanns für hochgestellte Persönlichkeiten seiner Zeit gehört auch eine verschollene Trauermusik für den römisch-deutschen Kaiser Karl VI. aus dem Jahr 1740.

### Antonio Vivaldi
- Antonio Vivaldi, der seit 1726 musikalischer Leiter des Teatro Sant’Angelo in seiner Heimatstadt Venedig war und dort sowohl als Komponist als auch als Geigenvirtuose zur lebenden Legende und zum „Wallfahrtsziel“ für viele Musiker aus ganz Europa wurde, zieht 1740 nach Wien, um Unterstützung bei Kaiser Karl VI. zu suchen, der jedoch schon im Oktober 1740 stirbt. Grund ist wahrscheinlich der um 1730 einsetzende Wandel des Musikgeschmacks, der dazu führt, dass Vivaldis Kompositionen das (venezianische) Publikum immer weniger ansprechen. In Wien bleibt der einstmals bekannteste Musiker Europas unbeachtet von der Musikwelt.

### Weitere biografische Ereignisse
- Michel Blavet, der seit 1732 Musiksuperintendent des Grafen von Clermont und ab 1738 außerdem Mitglied der königlichen Kapelle in Versailles von Ludwig XV. ist, tritt ins Orchester der Oper von Paris ein.
- Die von Baldassare Galuppi komponierte Musik für das Fest der hl. Maria Magdalena führt zu seiner Anstellung von 1740 bis 1751 als „Maestro di coro“ am Ospedale dei Mendicanti in Venedig, die ihm eine gewisse finanzielle Unabhängigkeit sichert. 1740 erscheint mit Oronte seine erste Oper für die Bühne des Teatro San Giovanni Grisostomo. Kurz darauf erhält er eine Einladung nach London, wo er während eines eineinhalbjährigen Aufenthalts elf Opernaufführungen leitet, darunter vier neue eigene Werke.
- Carl Heinrich Graun wird nach der Thronbesteigung Friedrichs II. zum Kapellmeister ernannt und nach Italien geschickt, um für die in Berlin zu errichtende Italienische Oper Sänger und Sängerinnen zu gewinnen.
- Johann Mattheson veröffentlicht seine Grundlage einer Ehren-Pforte. Es ist ein umfassendes Werk über 149 Musiker, deren Biografien er zum Teil durch persönlichen Kontakt kennt, viele der Artikel sind zudem Autobiographien, die ohne Matthesons Aufforderung wohl nicht entstanden wären.
- Carlo Tessarini übernimmt die Leitung eines Theaterorchesters in Rom, die er nach dem Tod von Papst Clemens XII. aufgeben muss.

### Eröffnungen
- 26. Dezember: Das Teatro Regio di Torino (deutsch Königliches Theater von Turin) wird mit Francesco Feos Oper Arsace eröffnet. Das Opern- und Theaterhaus in der piemontesischen Hauptstadt Turin wurde von dem Baumeister Benedetto Alfieri nach Planungen des Architekten Filippo Juvarra an der Piazza Castello im Stadtzentrum erbaut.

### Uraufführungen

#### Bühnenwerke

##### Oper
- 20. Januar: Das Dramma per musica in drei Akten Il trionfo di Camilla von Nicola Antonio Porpora auf das Libretto von Silvio Stampiglia wird im Teatro di San Carlo in Neapel uraufgeführt.
- 00. Januar: Das Dramma per musica Adriano in Siria von Baldassare Galuppi auf das Libretto von Pietro Metastasio wird im Teatro Regio in Turin uraufgeführt.
- 27. Februar: Die Uraufführung des dreiteiligen Oratoriums L’Allegro, il Penseroso ed il Moderato von Georg Friedrich Händel findet mit großem Erfolg am Theater in Lincoln’s Inn Fields statt. Das Libretto von Charles Jennens basiert auf zwei Dichtungen von John Milton.
- Karneval: Die Oper Semiramide riconosciuta von Bernardo Aliprandi auf das Libretto von Pietro Metastasio wird in München uraufgeführt.
- Karneval: Uraufführung der Oper La Beatrice von Vincenzo Legrenzio Ciampi auf das Libretto von Gennaro Antonio Federico im Teatro Nuovo in Neapel.
- Karneval: Die Oper Achille in Sciro von Leonardo Leo wird im Teatro Regio in Turin uraufgeführt.
- 25. Mai: Die Oper Gustavo primo re di Svezia von Baldassare Galuppi auf das Libretto von Carlo Goldoni wird im Teatro San Samuele in Venedig uraufgeführt.
- Sommer: L’Alidoro, eine opera buffa von Leonardo Leo nach dem Libretto von Gennaro Antonio Federico hat ihre Uraufführung am Teatro dei Fiorentini in Neapel.
- 01. August: Die Masque Alfred von Thomas Arne auf das Libretto von David Mallet und James Thomson wird erstmals auf dem Landsitz des Prince of Wales Friedrich Ludwig von Hannover in Cliveden (Buckinghamshire) aufgeführt. Der Schlussgesang des Werkes ist das patriotische Lied Rule, Britannia!.
- 28. August: Die Oper Zenobia von Luca Antonio Predieri auf das Libretto von Pietro Metastasio wird in der Favorita in Wien uraufgeführt.
- 01. Oktober: Die Serenata Il natal di Giove (Die Geburt Jupiters) von Giuseppe Bonno auf das Libretto von Pietro Metastasio wird anlässlich des Geburtstags von Kaiser Karl VI. in den Privatgemächern der kaiserlichen Residenz der Favorita in Wien von den Erzherzoginnen Maria Theresia und Maria Anna, dem Prinzen Charles de Lorraine und zwei Mitgliedern des Hofstaates uraufgeführt.
- 22. November: Das Dramma per musica Imeneo (HWV 41) von Georg Friedrich Händel hat seine Uraufführung in London. Die Reaktionen der Kritik und des Publikums sind gemischt.
- 19. Dezember: Das Dramma per musica Tiridate von Nicola Antonio Porpora auf das Libretto Zenobia von Pietro Metastasio wird im Teatro San Carlo in Neapel uraufgeführt.
- 26. Dezember: Uraufführung der Oper Arsace von Francesco Feo auf das Libretto von Antonio Salvi im Teatro Regio di Torino in Turin. Es ist Francesco Feos letzte komponierte Oper.
- 26. Dezember: Die Oper Oronte re de' Sciti von Baldassare Galuppi auf das Libretto von Carlo Goldoni wird im Teatro San Giovanni Grisostomo in Venedig uraufgeführt.
- 26. Dezember: Baldassare Galuppis Oper Didone abbandonata auf das Libretto von Pietro Metastasio wird im Teatro Molza in Modena uraufgeführt.
- Wilhelmine von Bayreuth – Argenore
- Giuseppe Bonno – La generosa Spartana (Uraufführung in Laxenburg)
- Maurice Greene – The Judgement of Hercules

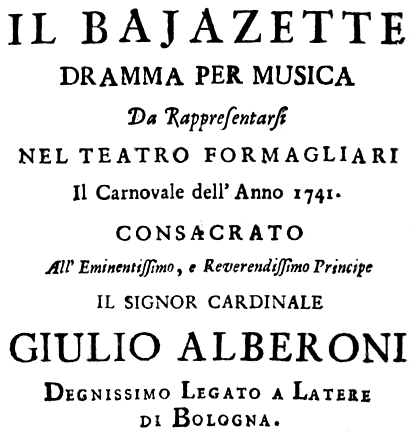
Anonym – Il Bajazette – Titelseite des Librettos – Bologna 1740
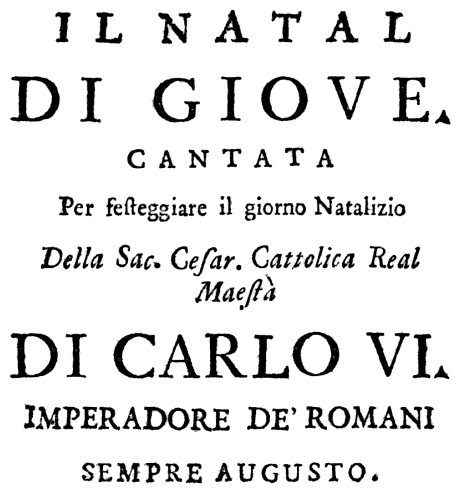
Giuseppe Bonno – Il natal di Giove – Titelseite des Librettos _ Wien 1740
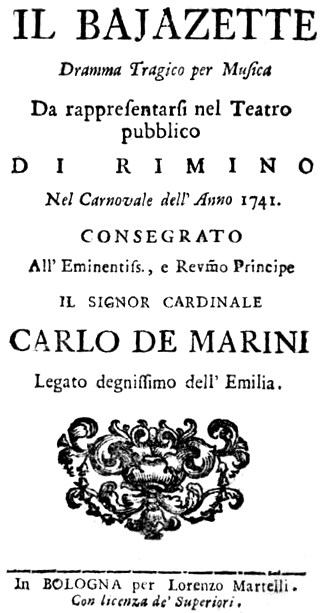
Giovanni Battista Casali – Il Bajazette – Titelseite des Librettos – Rimini 1740
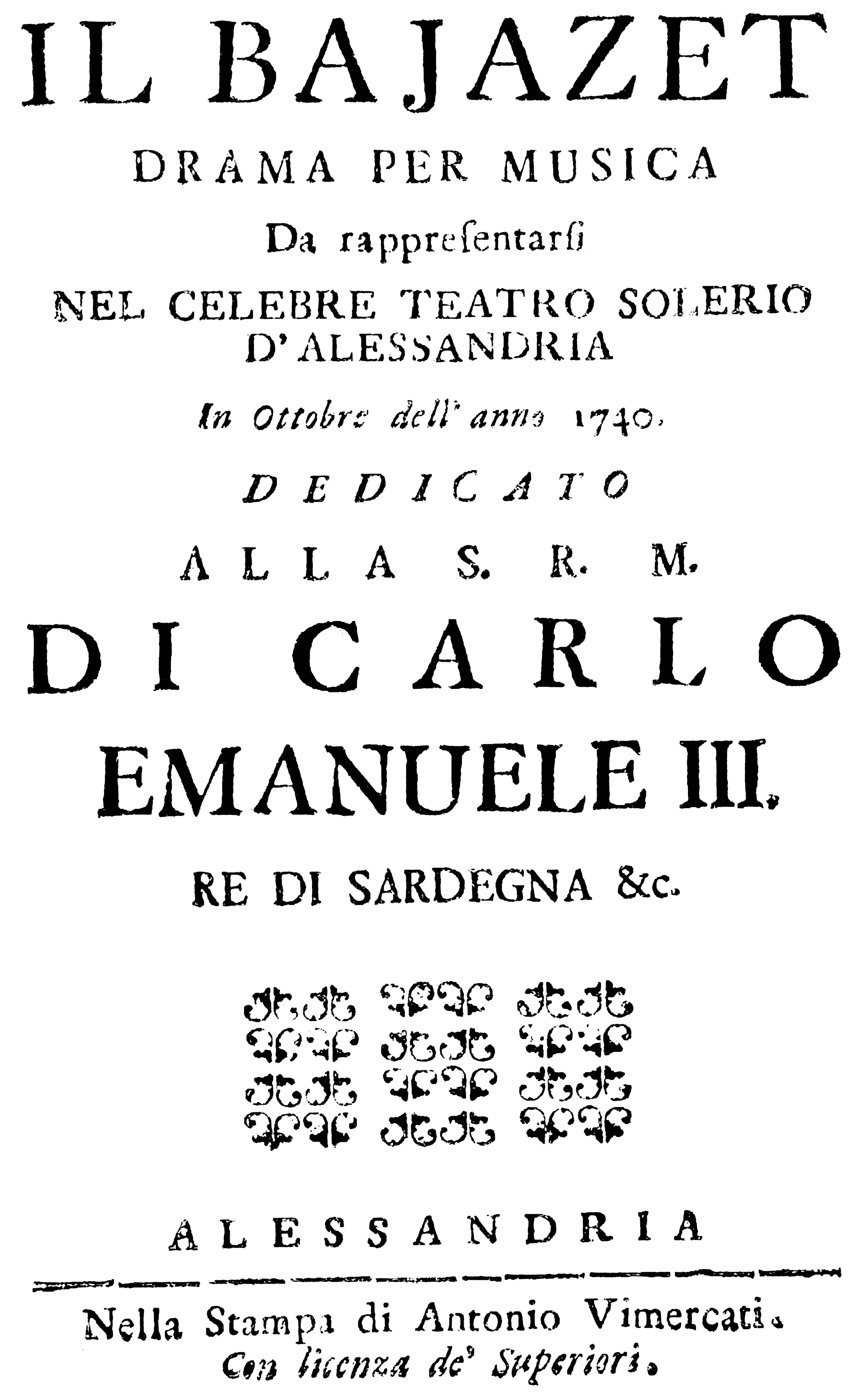
Giovanni Colombi – Il Bajazet – Titelseite des Librettos – Alessandria 1740
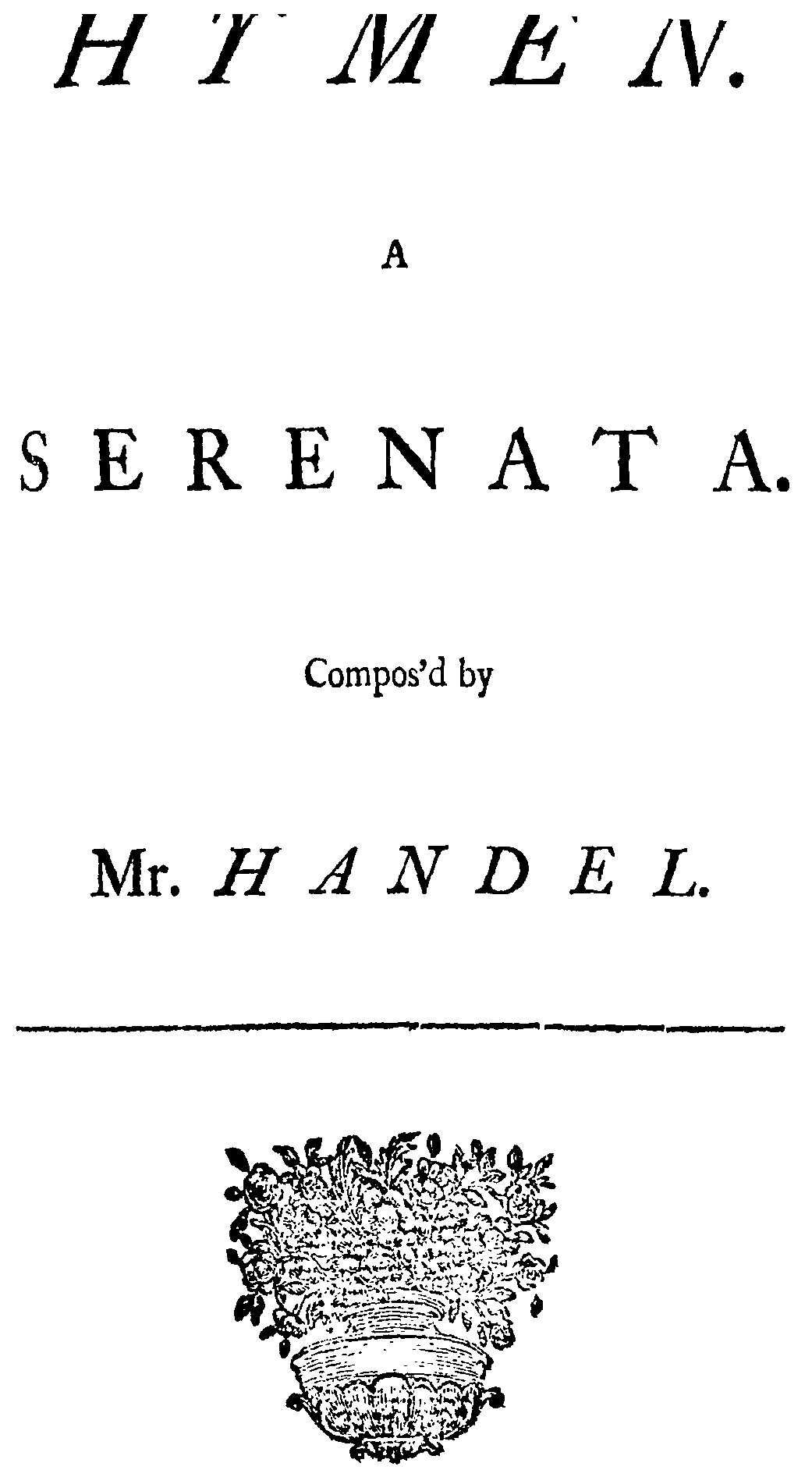
Georg Friedrich Händel – Imeneo – Titelseite des Librettos – Dublin 1740
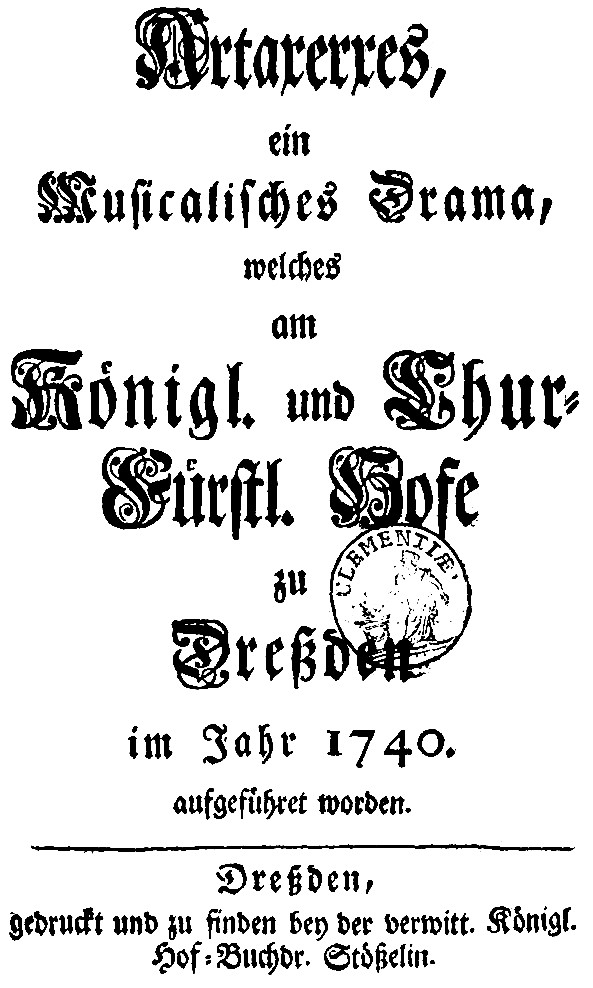
Johann Adolph Hasse – Artaserse – Titelseite des Librettos – Dresden 1740
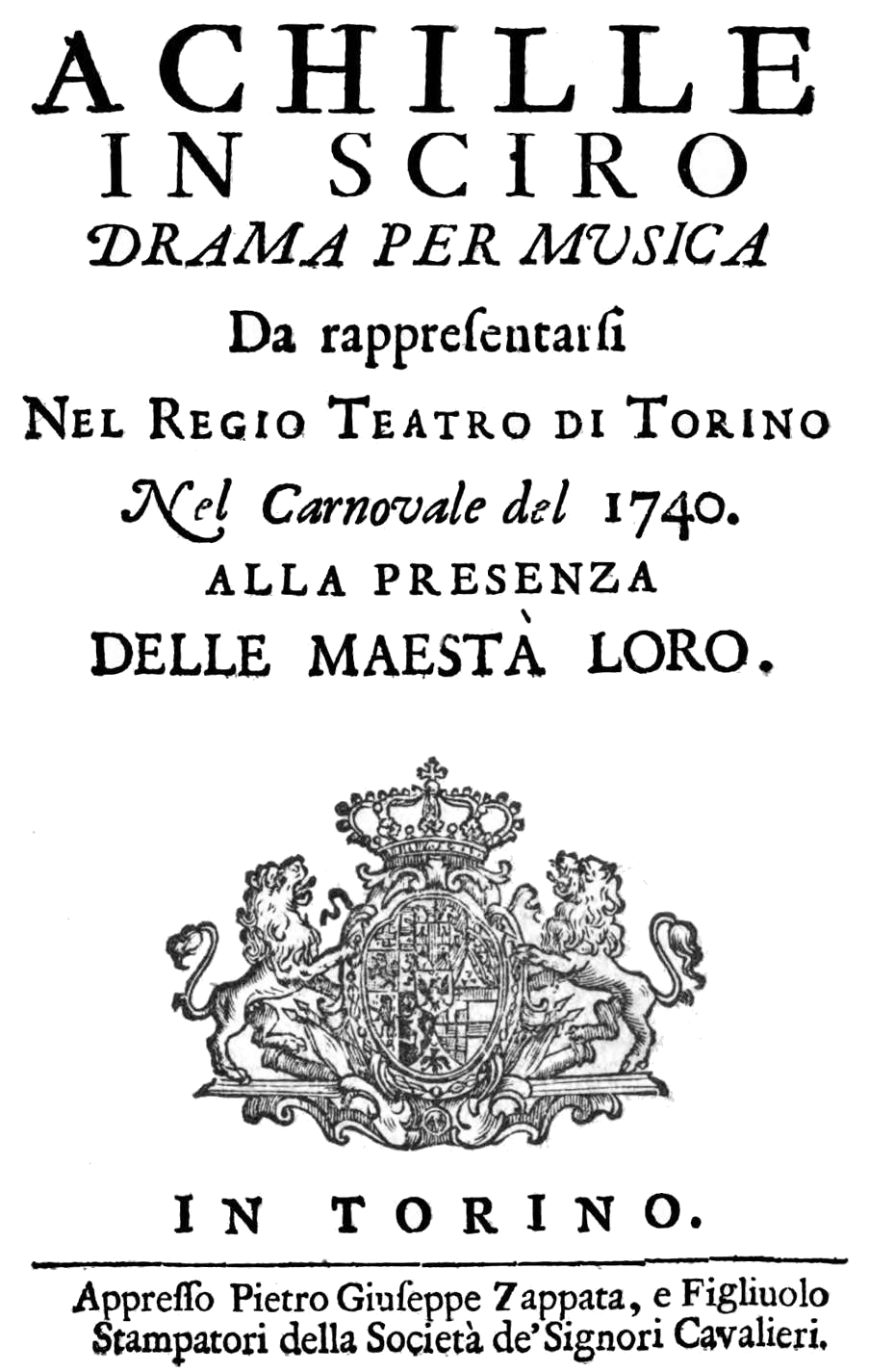
Leonardo Leo – Achille in Sciro – Titelseite des Librettos – Turin 1740
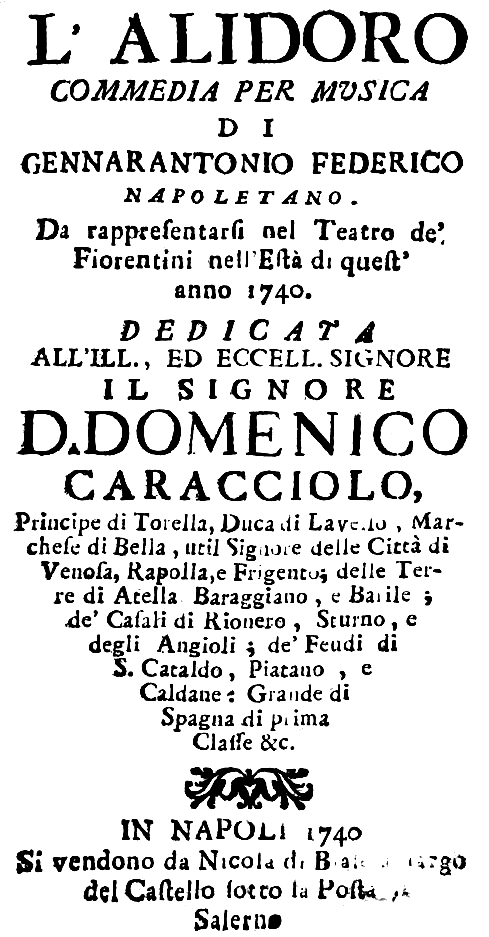
Leonardo Leo – Alidoro – Titelseite des Librettos – Neapel 1740
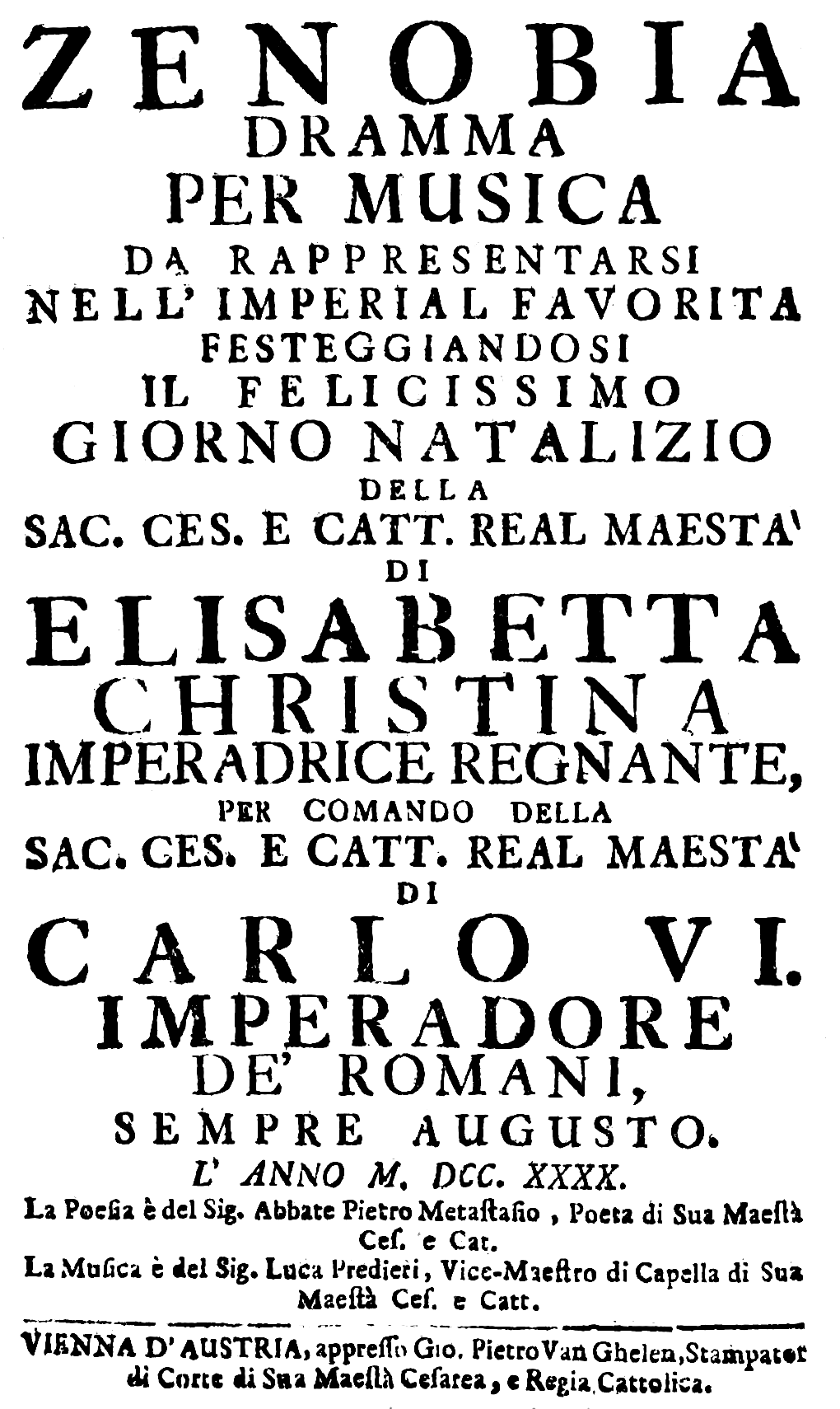
Luca Antonio Predieri – Zenobia – Titelseite des Librettos – Wien 1740
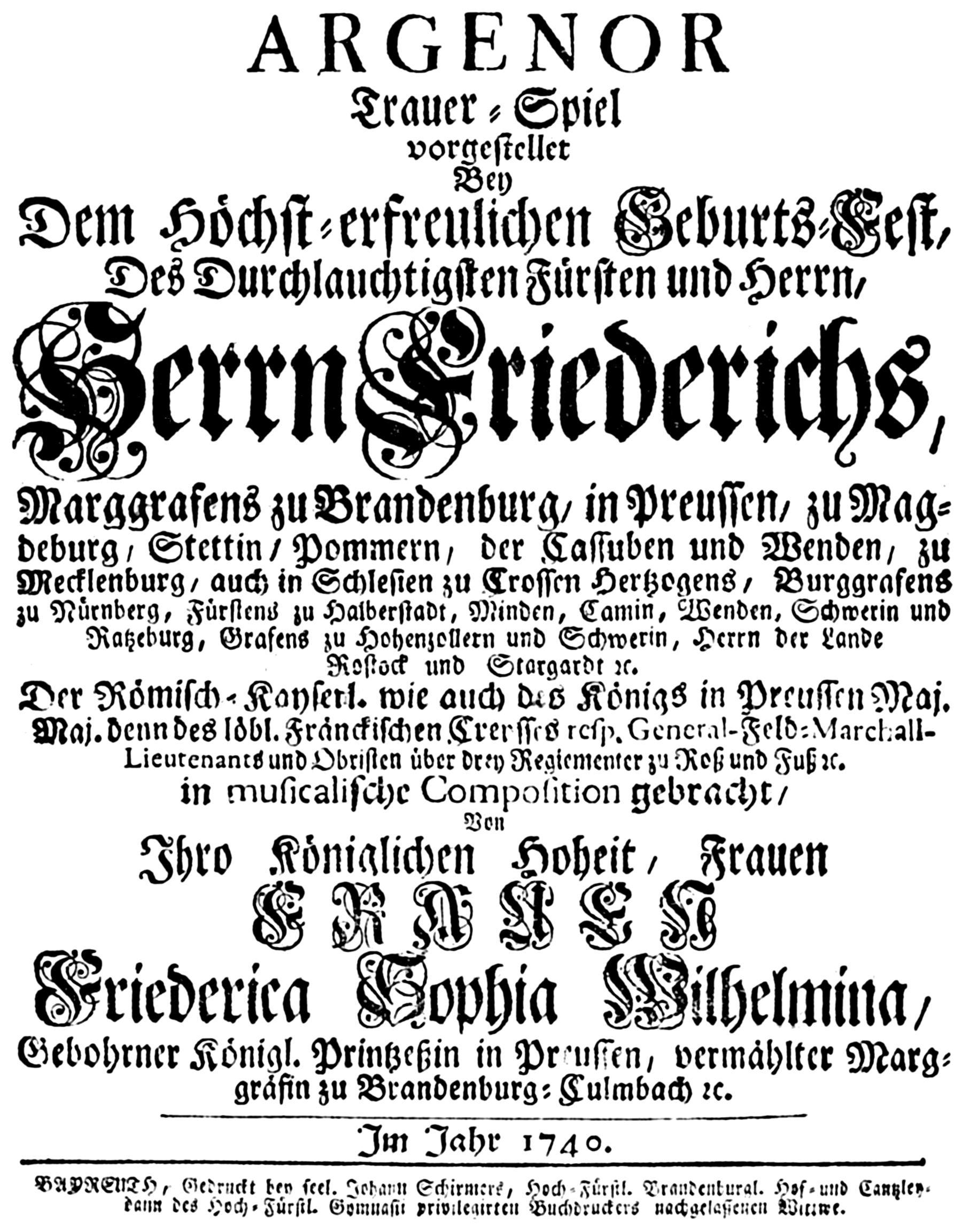
Wilhelmine von Bayreuth – Argenore – Titelseite des Librettos in Deutsch – Bayreuth 1740
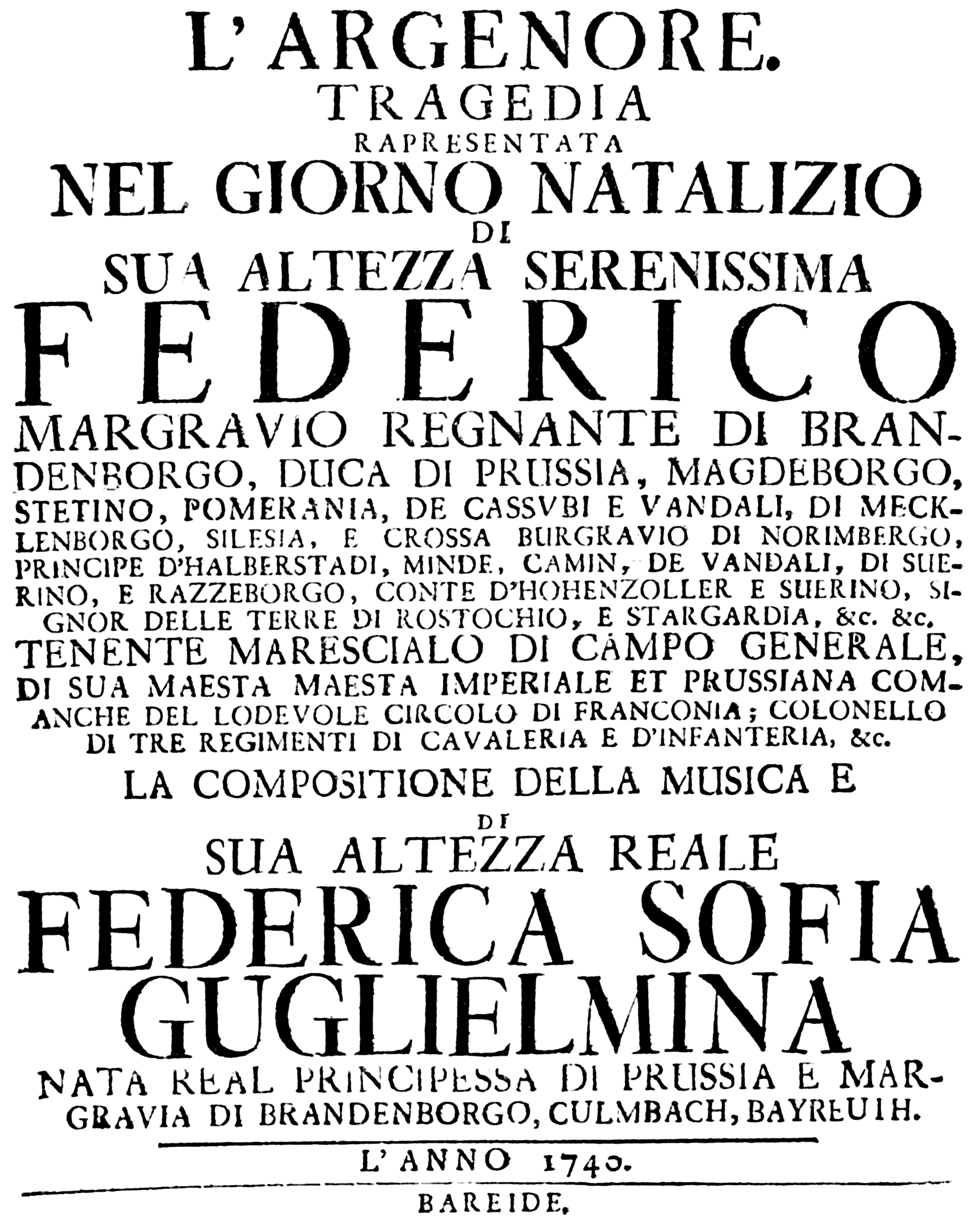
Wilhelmine von Bayreuth – Argenore – Titelseite des Librettos in Italienisch – Bayreuth 1740

##### Oratorium
- 12. Februar: Das Oratorium Isacco figura del redentore von Luca Antonio Predieri auf ein Libretto von Pietro Metastasio wird in der Hofburgkapelle in Wien uraufgeführt.
- 27. Februar: Die Uraufführung des dreiteiligen Oratoriums L’Allegro, il Penseroso ed il Moderato (HWV 55) von Georg Friedrich Händel findet mit großem Erfolg am Theatre Royal, Lincoln’s Inn Fields statt. Das Libretto von Charles Jennens basiert auf zwei Dichtungen von John Milton.
- Giuseppe Bonno – San Paolo in Athene
- Geminiano Giacomelli – Santa Giuliana Falconieri (Libretto von Gregorio Giacomo Terribilini; Uraufführung in Genua)
- Johann Adolph Hasse – Serpentes ignei in deserto (Libretto von Bonaventura Bonomo; Uraufführung in Venedig?)
- Georg Philipp Telemann – O hilf Christe, Gottes Sohn (TWV 5:25)[1]

### Instrumentalmusik

#### Konzerte
- Georg Friedrich Händel – 12 Concerti Grossi, op. 6
- Antonio Vivaldi
  - Symphonie G-Dur (RV 149)
  - Violinkonzert A-Dur (RV 552)[2]
- Unico Wilhelm van Wassenaer – Concerti Armonici (komponiert zwischen 1725 und 1740)

#### Kammermusik
- Tomaso Albinoni – Six sonates da camera „op. post.“ (Paris)
- Antoine Dauvergne – 6 Trio Sonatas, op. 1
- Michel-Richard Delalande – Noëls en Trio avec un Carillon (S.173.24)
- Carlo Tessarini – 6 Allettamenti da camera, op. 3

#### Flöte
- Carl Philipp Emanuel Bach – Flötensonate in a-Moll (H.555)
- Michel Blavet – 6 Flötensonaten, op. 3

#### Musette
- Esprit Philippe Chédeville – 6 Sonatilles galantes, op. 6
- Nicolas Chédeville – Les Deffis ou l'étude amusante, op. 9

#### Violine
- Louis de Caix d’Hervelois – 4e Livre de pièces à deux violes contenant deux suites et trois sonates
- Antoine Dauvergne – 12 Violin Sonatas, op. 2
- Christoph Graupner – Violinsonate in g-Moll (GWV 711)
- Johan Helmich Roman – Assaggio in g-Moll (BeRI 314)
- Giuseppe Tartini – Violin Concerto in C-Dur (D.1)
- Antonio Vivaldi – 6 Cello Sonatas, Le Clerc op. 14

#### Violoncello
- Jean-Baptiste Barrière – Livre IV de sonates pour violoncelle et la basse continue (Paris)
- Antonio Vivaldi
  - Cellosonate e-Moll (RV 40; komponiert spätestens 1740)
  - Cellosonate F-Dur (RV 41; komponiert spätestens 1740)
  - Cellosonate a-Moll (RV 43; komponiert spätestens 1740)
  - Cellosonate B-Dur (RV 45; komponiert spätestens 1740)
  - Cellosonate B-Dur (RV 46; komponiert spätestens 1740)[2]

### Tastenmusik

#### Cembalo
- Carl Philipp Emanuel Bach
  - Konzert für 2 Cembalos in F-Dur (H.408)
  - Konzert für Cembalo in A-Dur (H.410)
- Georg Philipp Telemann – 6 Ouvertüren für Cembalo (TWV 32:5–10)

#### Orgel
- Georg Friedrich Händel – A Second Set of Six Concertos (London)

### Vokalmusik

#### Geistlich
- Luca Antonio Predieri
  - Ave maris stella (SATB und Orchester; 3 Versionen komponiert 1738, 1740, 1746)
  - Magnificat (SATB und Orchester; 3 Versionen komponiert 1739, 1740, 1746)

#### Weltlich
- Thomas Arne – Kantate Black-Ey’d Susan (Text von R. Leveridge; verschollen)

### Populärmusik
- James Oswald – A Curious Collection of Scots Tunes

### Lehrwerke
- Joseph Bodin de Boismortier – Principes de la Flute (verschollen)
- Michel Corrette – Méthode pour apprendre à jouër la flûtte
- John Frederick Lampe – The Art of Musick
- Johann Mattheson – Grundlage einer Ehren-Pforte

### Instrumentenbau
- Gottfried Silbermann ist nicht nur als Orgelbauer, sondern auch als Erbauer von Cembali, Clavichorden und Hammerflügeln berühmt. Bereits während seiner Straßburger Zeit (1701–1710) baute er als Lehrling und Geselle bei seinem Bruder Andreas Silbermann besaitete Tasteninstrumente. Die Produktion von Cembali und Clavichorden erreichte in den 1720er Jahren einen ersten Höhepunkt und führte in den 1740er Jahren zu einer großen Anzahl von exportierten „Clavieren“, darunter für den schwarzburg-rudolstädtischen und den preußischen Hof. In den Staatlichen Kunstsammlungen Dresden (Schloss Pillnitz) befindet sich ein Cembalo (um 1740; Inv.-Nr. 37413), dessen Zuschreibung zu Gottfried Silbermann als gesichert gilt.

## Geboren

### Geburtsdatum gesichert
- 03. Februar: Guillaume Lasceux, französischer Komponist und Organist († 1831)
- 15. Februar: Carl Michael Bellman, schwedischer Dichter und Komponist († 1795)
- 15. Februar: Ernst Eichner, deutscher Komponist († 1777)
- 22. Februar: Josef Valentin Adamberger, deutscher Opernsänger († 1804)
- 17. April: Friedrich Pischelberger, Wiener Kontrabassist († 1813)
- 09. Mai: Giovanni Paisiello, neapolitanischer Komponist († 1816)
- 19. Mai: Joseph Franz Weigl, österreichischer Cellist († 1820)
- 21. Mai (getauft): Gaspare Pacchierotti, italienischer Opernsänger und Kastrat († 1821)
- 24. Mai: Edmund Angerer, österreichischer Benediktinerpater und Kirchenmusiker († 1794)
- 10. August: Samuel Arnold, englischer Komponist († 1802)
- 16. August (getauft): Christian Friedrich Georg Berwald, schwedischer Geiger und Musikpädagoge († 1825)
- 24. August: Johann Joseph Klein, deutscher Musiktheoretiker († 1823)
- 02. September: Johann Martin Anwander, altösterreichischer Orgelbauer († 1798)
- 04. November: Augustus Montague Toplady, englischer Geistlicher und Lieddichter († 1778)
- 14. November: Johann van Beethoven, kurkölnischer Hofmusikus, Vater von Ludwig van Beethoven († 1792)
- 13. Dezember: Franz Xaver Schnizer, deutscher Komponist und Organist († 1785)
- 23. Dezember: Elisabeth Olin, schwedische Opernsängerin († 1828)

### Genaues Geburtsdatum unbekannt
- Bazyli Bohdanowicz, polnischer Komponist († 1817)
- Charles Clagget, irischer Musiker, Komponist und Instrumentenbauer († um 1795)
- Francesc Queralt, katalanischer Kapellmeister und Komponist († 1825)

### Geboren um 1740
- Rose Mooney, irische Harfenistin († um 1798)
- Luigi Grassi, italienischer Opernsänger († um 1802)
- Francesco Lecce, italienischer Komponist († nach 1806)

## Gestorben

### Todesdatum gesichert
- 02. Januar: Johann Georg Weichenberger, österreichischer Lautenist und Komponist (* 1676)
- 05. Januar: Antonio Lotti, venezianischer Komponist (* 1665)
- 13. Januar: William Turner, englischer Sänger (Tenor) und Komponist (* 1651)
- 25. Januar: Geminiano Giacomelli, italienischer Komponist und Gesangslehrer (* 1692)

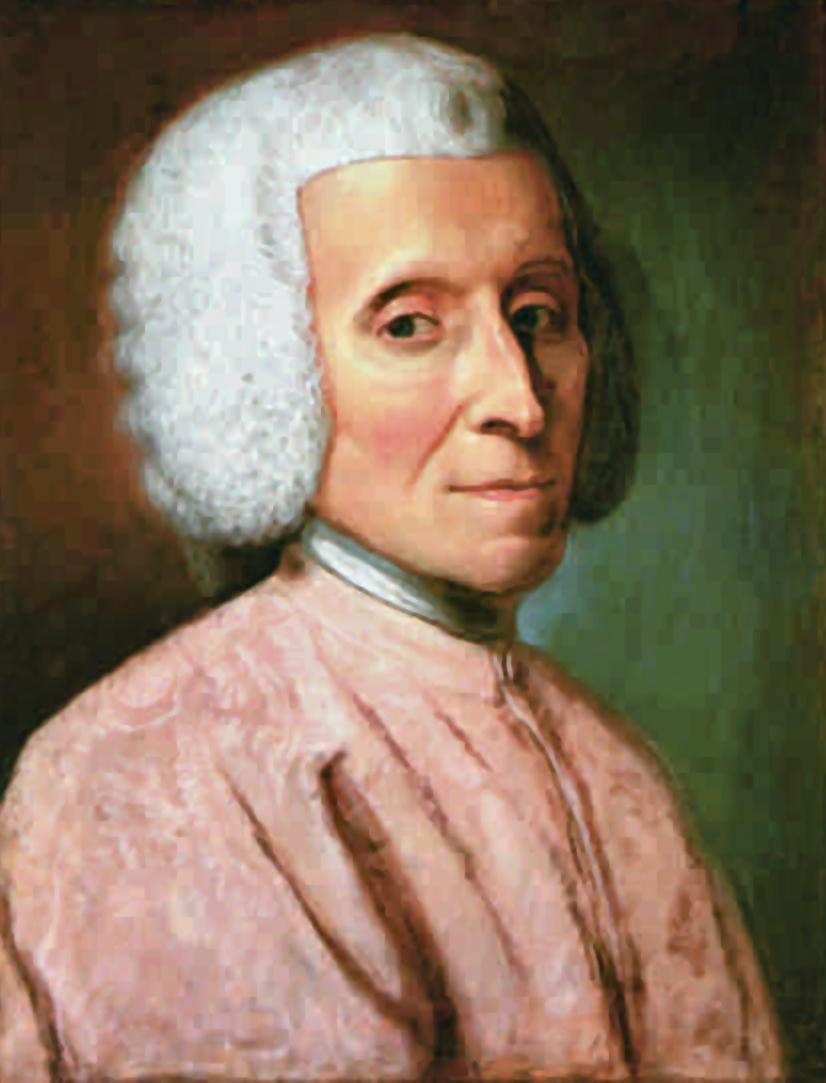
Vincent Lübeck; † 9. Februar

- 09. Februar: Vincent Lübeck, preußischer Komponist (* 1654)

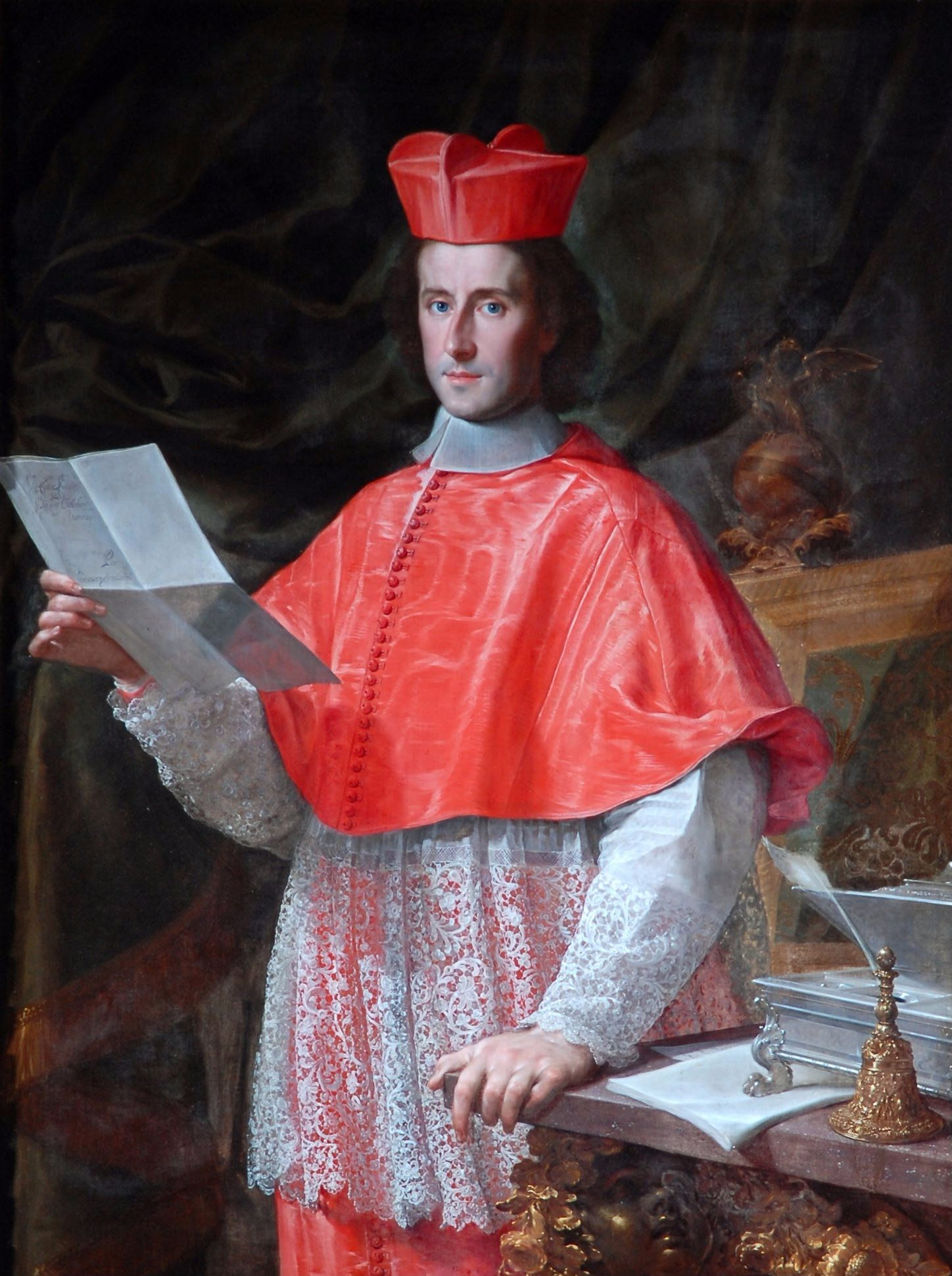
Pietro Ottoboni; † 28. Februar

- 28. Februar: Pietro Ottoboni, italienischer Kardinal, Mäzen und Librettist (* 1667)
- 00. März: Georg Wilhelm Saxer, norddeutscher Komponist und Organist (* unbekannt)
- 21. April: Johann Gottlob Pfeiffer, deutscher evangelischer Theologe, Orientalist und Komponist (* 1667)
- 23. April: Daniel Croner, siebenbürgischer Theologe und Organist (* 1656)
- 22. Oktober: Johann Christoph Frauendorff, deutscher Librettist, Jurist und Bürgermeister (* 1664)

### Genaues Todesdatum unbekannt
- François Chauvon, französischer Komponist (* vor 1700)

### Gestorben um 1740
- François Dieupart, französischer Violinist, Cembalist und Komponist (* um 1667)
- Domenico Maria Dreyer, italienischer Komponist (* um 1680)

### Gestorben nach 1740
- David Baumann, deutscher Orgelbauer in Brandenburg und Mecklenburg (* unbekannt)